# Parsons Green
Pour la station de métro, voir Parsons Green (métro de Londres).
Parsons Green est un district principalement résidentiel de Fulham, situé dans le borough de Hammersmith et Fulham qui est au Sud-Est de Londres juste au Nord de la Tamise.

## Sources
1. ↑  « Google Maps », sur Google Maps (consulté le 15 décembre 2015)